# Diego Delbecq
Pour les articles homonymes, voir Delbecq.
Diego Delbecq, né le 27 février 1988 est un chef cuisinier français.
Le restaurant Rozó à Marcq-en-Barœul, qu'il dirige avec sa conjointe Camille Pailleau, est doublement étoilé au Guide Michelin depuis 2025.

## Parcours
Diego Delbecq est originaire d'Hazebrouck, dans le Nord. Il se passionne pour la cuisine à partir de l'âge de 10 ans, quand on lui offre un livre de recettes de pâtisserie. Il suit un BEP au lycée Vauban à Aire-sur-la-Lys et réalise ses stages puis son apprentissage au sein de la cuisine deux étoiles de Marc Meurin à Busnes.
En 2011 il arrive au Plaza Athénée aux côtés de Christophe Saintagne. Il le suit au Meurice où il rencontre Camille Pailleau, sa compagne. Il suit de nouveau Christophe Saintagne pour l’ouverture de son établissement, le Papillon.
En novembre 2017, il ouvre avec Camille Pailleau son propre restaurant rue de la Monnaie à Lille, le Rozó. L'établissement est repéré rapidement par la presse,,.
En novembre 2018, il est distingué Jeune Talent par le guide Gault & Millau tandis que sa compagne est distinguée Jeune chef pâtissier.
En janvier 2019, le Guide Michelin décerne une étoile à son restaurant le Rozó.
En 2021, Diego Delbecq et Camille Pailleau ferment le restaurant à Lille et achètent une ancienne imprimerie dans le quartier du Bourg à Marcq-en-Barœul pour y réinstaller le Rozó. Les travaux n'étant pas terminés début 2022, le restaurant n'est plus référencé au guide Michelin cette année-là et perd donc son étoile,. Le restaurant rouvre en milieu d'année et Diego Delbecq est nommé « Grand de demain » par le Gault et Millau en novembre 2022. En mars 2023, le Rozó est de nouveau étoilé par le Michelin.
En mars 2025, le Rozó reçoit une seconde étoile Michelin.